# Lux Aeterna
Lux Aeterna es un relato corto de fantasía y ciencia ficción escrito por el autor español Javier Negrete. Ganó el segundo puesto del premio UPC de 1995.

## Argumento
La historia tiene lugar en un futuro muy lejano en el que la humanidad se encuentra dominada por los Pantócratas, una forma de deidades que tienen sometida a la humanidad. Nadie sabe de dónde vienen estos seres, pero dividen a la humanidad y cada uno reina sobre los suyos sin ser jamás desobedecidos. Su poder es tal que pueden hacer desaparecer sistemas planetarios enteros.
El protagonista es Virgan. Su Pantócrata se encapricha de Rosaura, su amante, y se la lleva a su mundo, un universo paralelo en el que es dueño y señor de todo, incluidas las leyes físicas.
Virgan decide rescatar a Rosaura y, del mismo modo que Orfeo descendió a los infiernos para rescatar a Eurídice, se adentra en el universo del Pantócrata ayudado por un extraño matemático.

## Premios
- 1995: Premio UPC de novela corta (Mención especial)